# Jim Gillette
James „Jim“ Gillette (* 10. November 1967 in Los Angeles) ist ein US-amerikanischer Sänger. Er gehörte als Frontmann den Glam-Metal-Bands Stut, Tuff und Nitro an und veröffentlichte diverse Videos bezüglich seiner Gesangstechnik.

## Biographie
Im Jahr 1986 stieg Gillette, kommend von der Musikgruppe Slut, in die Glam-Metal-Band Tuff ein, die er jedoch im selben Jahr, nachdem er mit dieser eine EP mit vier Liedern aufgenommen hatte, wieder verließ, um sich seiner Solokarriere zu widmen und sein erstes Album Proud to Be Loud im Jahr 1987 aufzunehmen.
Aus der Zusammenarbeit der Musiker Michael Angelo Batio, T.J. Racer und Bobby Rock mit Gillette bei den Aufnahmen entstand 1987 die US-amerikanische Glam-Metal-Band Nitro, bei der Gillette, neben Batio, aufgrund seines ungewöhnlichen Gesangs eine hervorgehobene Position einnahm. Laut Berichten soll Nitro einen Plattenvertrag bei Rampage Records, einem Sublabel von Rhino Records, nach einem Konzert erhalten haben, bei dem Gillette drei Weingläser mittels seiner Stimme zum Zerspringen gebracht hätte.

## Rezeption
Gillette galt aufgrund seiner Stimmakrobatik als einer der bekanntesten „High-Pitch Metal“-Sänger, der in der Lage war, einen hohen Gesangston über einen längeren Zeitraum zu halten, diesen in die Musikstücke einzubringen und diese dadurch in bedeutender Weise zu prägen.

## Diskografie
Soloalbum:
- 1987: Proud to Be Loud[6]

Nitro:
- 1989: O.F.R. (Out Fucking Rageous)
- 1992: Nitro II H.W.D.W.S. (Hot, Wet, Drippin With Sweat)[7]

Video
- 1993: Metal Method Guitar Lessons (Vocal Power)[6]

Albumbeteiligungen:
- 2002: Carnivore (Komponist)
- 2003: Hollywood Hairspray, Vol. 2 (Sänger)
- 2004: Hollywood Rocks! (Sänger und Komponist)
- 2009: Wicked Wonderland (Sänger und Produzent)[2]

## Privates
Gillette heiratete 1994 die Rockmusikerin Lita Ford. Aus der Verbindung gingen zwei Söhne hervor, Rocco und James. Im Februar 2011 gab Ford in einem Radiointerview bekannt, dass sie nach 16 Ehejahren mit Gillette gerade einen „Scheidungskrieg“ (really ugly divorce) ausgefochten hatte.